# Circuito chiuso (film 2012)
Circuito chiuso è un film del 2012 scritto e diretto da Giorgio Amato, 
e tratto dall'omonimo romanzo, scritto anch'esso da Amato.
Il film è stato distribuito nelle sale cinematografiche il 17 febbraio 2012.

## Trama
Francesca Pardi, 23 anni di Roma, il 14 aprile 2010 sparisce nel nulla. Dopo mesi di inutili ricerche, due suoi amici, Claudia e Daniele, decidono di indagare sul caso, e scoprono, nella cronologia del computer della ragazza, che il giorno della scomparsa Francesca ha risposto a un annuncio on line, di un tale David De Santis, per un lavoro da colf.
I due ragazzi si convincono che l'uomo sia responsabile della sparizione. Così decidono di installare delle videocamere a circuito chiuso all'interno dell'abitazione di De Santis,  con lo scopo di scoprire se è veramente coinvolto nel rapimento di Francesca.
E i Carabinieri scopriranno che i giovani hanno pienamente ragione, trovando tracce di sangue e indizi nell'abitazione.
Ma lo psicopatico, stupratore e serial killer, oltre a lasciare sbadatamente alcune tracce, sparirà all'aeroporto, 
e di lui non si saprà più niente. Entrerà nella cronaca col nome di "mostro di Torre Gaia".